# جان برتراند جانسون
جان برتراند «برت» جانسون (زاده ۲ اکتبر ۱۸۸۷ – درگذشته ۲۷ نوامبر ۱۹۷۰) (با نام مستعار یوهان اریک برتراند) یک مهندس برق و فیزیکدان آمریکایی سوئدی الاصل بود. او ابتدا به تفصیل یک منبع اساسی تداخل تصادفی با اطلاعاتی را که روی سیم‌ها حرکت می‌کند توضیح داد.

## زندگانی
در سال ۱۹۲۸، زمانی که در آزمایشگاه‌های تلفن بل بود، مقاله ژورنالی «هم‌زنش حرارتی الکتریسیته در رساناها» را منتشر کرد. در سامانه‌های الکترونیکی، نویز حرارتی (که اکنون نویز جانسون نیز نامیده می‌شود) نویز تولیدشده از هم‌زنش حرارتی الکترون‌ها در یک رسانا است. مقالات جانسون نشان‌داد که یک نوسان آماری بار الکتریکی در همه رساناهای الکتریکی رخ می‌دهد که باعث ایجاد تغییرات تصادفی پتانسیل بین انتهای رسانا می‌شود (مانند تقویت‌کننده‌های لامپ خلأ و ترموکوپل‌ها). توان نویز حرارتی، در هر هرتز، در سراسر طیف فرکانس برابر است. جانسون استنباط کرد که نویز حرارتی برای همه مقاومت‌ها ذاتی است و نشانه‌ای از طراحی یا ساخت ضعیف نیست، اگرچه مقاومت‌ها ممکن است نویز اضافی نیز داشته باشند.

## مقالات و مراجع خارجی
- جی بی جانسون، " هم‌زدنش حرارتی الکتریسیته در رساناها ". انجمن فیزیک آمریکا، ۱۹۲۸.
- استاندارد فدرال 1037C و MIL-STD-188